# Viva Mamanera
Viva Mamanera è un album dei Mau Mau uscito nel 1996.

## Descrizione
Si tratta dell'album più conosciuto della band torinese grazie alla presenza del loro singolo più famoso: La ola.

L'opera contiene una svolta musicale rispetto alle precedenti per la presenza pregnante della chitarra elettrica.

Corto Maltese è una canzone dal testo ermetico e dal ritmo tropicale che descrive perfettamente il personaggio inventato dalla matita di Hugo Pratt.

Il tema dell'emigrazione è affrontato in Ellis Island dove il piemontese si alterna ad un inglese "maccaronico". Luca Morino si diverte ad urlare Dammi un bacio alle ragazze alla fermata Abbesses della metropolitana di Parigi.

## Formazione

### Band
- Luca Morino - chitarra e voce
- Fabio Barovero - fisarmonica e voce
- Tatè Nsongan - percussioni e voce
- Paolo Gep Cucco - batteria
- Josh Sanfelici - basso
- Roy Paci - tromba

### Musicisti di supporto
- Eric Sarafin - mixer
- Tyson Patania - trombone
- Carlo Ubaldo Rossi - percussioni, flauto e chitarra
- Roberto Musso - contrabbasso
- Paolo Parpaglione - sassofono
- Sergio Libuti - claves
- Ludovico Vagnone - chitarra
- Alessandro Data - clarinetto
- Alessandro Antonini - tuba
- Sergio Zamparo - flauto
- Marco Fossati - palitos
- Esmeralda Sciascia - cori
- Manuel Agnelli - cori
- Olubatà - cori
- Carla Decker - cori
- Barbara Natta - cori
- Stefania Garrone - cori
- Vito Miccolis - cronista di La ola

## Tracce
1. Ellis Island – 4:31
2. Zeppelindia – 3:45
3. Fiore – 5:19
4. La Ola – 4:30
5. Corto Maltese – 4:05
6. Soli noi/Tropical Jungle – 4:33
7. Campeador De Vigna – 4:20
8. Union Pacific – 2:00
9. Laserta – 4:22
10. Come – 3:03
11. Doramantrica – 1:10
12. Il Mambo del Mamba – 2:40
13. Dammi un bacio – 0:36
14. Mezzaluna – 4:00
15. Venite – 0:49
16. Mamanera – 8:47

Tutte le canzoni sono scritte da Fabio Barovero e Luca Morino, tranne Il Mambo del Mamba scritta dai due con Roy Paci, Mamanera scritta dai due con Tatè Nsongan e Dammi un bacio scritta dal solo Luca Morino.

## Singoli Estratti
- La Ola